# Vigneux-sur-Seine
Vigneux-sur-Seine är en kommun i departementet Essonne i regionen Île-de-France i norra Frankrike. Kommunen ligger i kantonen Vigneux-sur-Seine som tillhör arrondissementet Évry. År 2022 hade Vigneux-sur-Seine 31 233 invånare.

## Befolkningsutveckling
Antalet invånare i kommunen Vigneux-sur-Seine
| Referens: INSEE |